# Liste der Naturdenkmale in Wannweil
| Naturdenkmale | Anzahl |
| ------------- | ------ |
| FND           | 0      |
| END           | 1      |
| Gesamt        | 1      |

Die Liste der Naturdenkmale in Wannweil nennt die verordneten Naturdenkmale (ND) der im baden-württembergischen Landkreis Reutlingen liegenden Gemeinde Wannweil.
In Wannweil gibt es ein als Naturdenkmal geschütztes Objekt, kein flächenhaftes Naturdenkmal (FND) und ein Einzelgebilde-Naturdenkmal (END). (Stand: 1. November 2016)

## Einzelgebilde (END)
| Name                     | Bild | Kennung     | Einzelheiten               | Position | Fläche Hektar | Datum         |
| ------------------------ | ---- | ----------- | -------------------------- | -------- | ------------- | ------------- |
| Linde                    |      | 84150800200 | Wannweil Ehemals 2 Linden. | ⊙        | 0,0           | 21. Okt. 1996 |
| Legende für Naturdenkmal |      |             |                            |          |               |               |